# 알렌 에스카페타

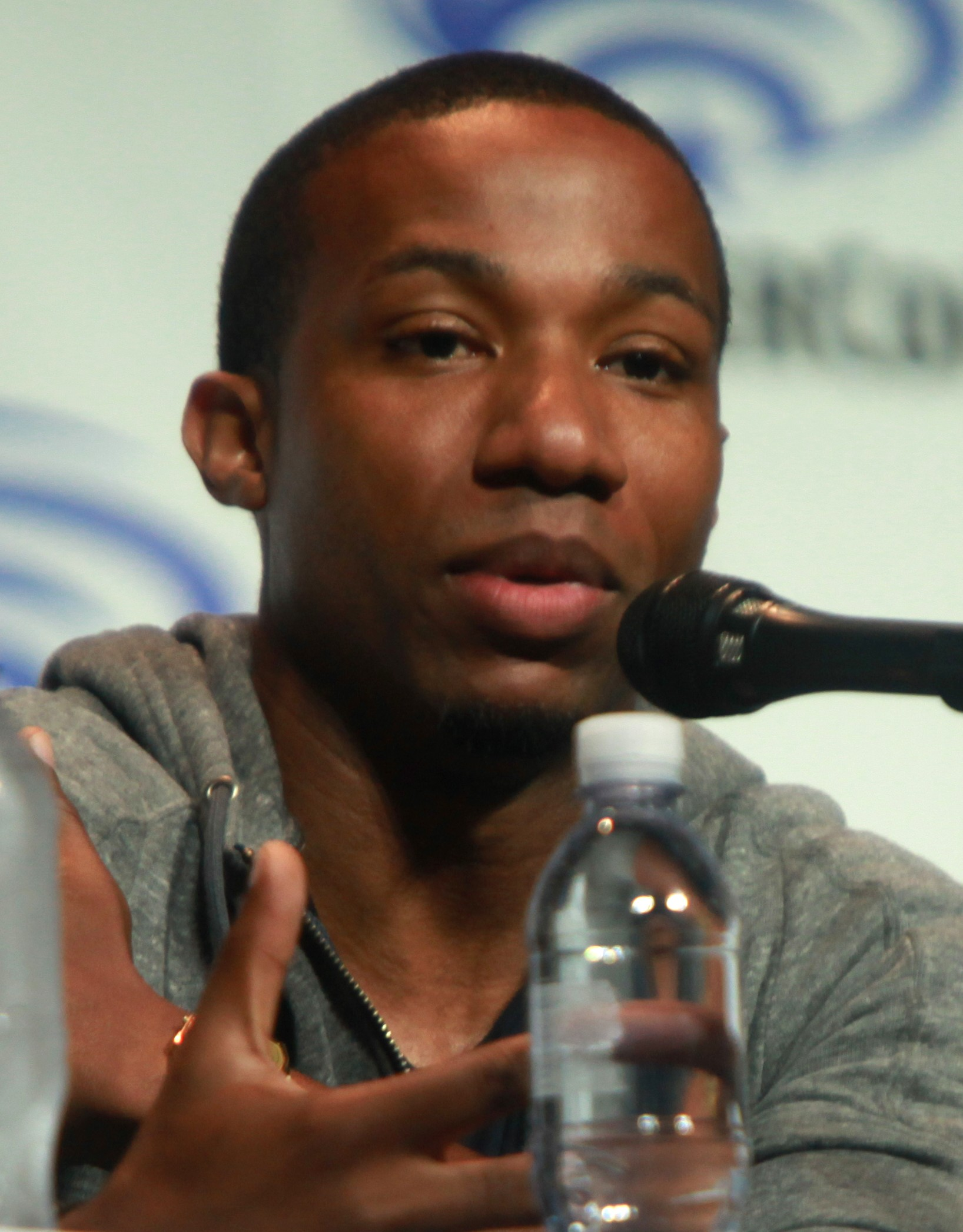

알렌 에스카페타(Arlen Escarpeta, 1980년 4월 9일 ~ )는 벨리즈의 배우이다.
벨리즈에서 태어났다.

## 영화
- 울브스 앳 더 도어 (2016년)
- 인투 더 스톰 (2014년) - 대릴 역
- 미드나잇 선 (2011년) - 러셀 역
- 파이널 데스티네이션 5 (2011년)
- 브라더후드 (2010년) - 마이크 역
- 도우 보이즈 (2009년)
- 13일의 금요일 (2009년) - 로렌스 역
- 더 텐 (2007년)
- 서브스턴스 오브 띵스 홉드 포 (2006년)
- 우리는 마샬 : 불멸의 팀 (2006년)
- 아메리칸 건 (2005년) - 제이 역
- 더 플레이어즈 코트 (2000년)
- 저징 에이미 (1999년)